# Gil Kenan
Gil Kenan (nascido em 16 de outubro de 1976) é um diretor de cinema, produtor cinematográfico, roteirista e animador britânico-americano.

## Juventude
Kenan nasceu em Londres em uma família judia. Quando Kenan tinha três anos, sua família imigrou para Tel Aviv, Israel. Aos oito anos, Kenan e sua família mais uma vez se mudaram para Reseda, Los Angeles.
Kenan estudou na divisão de cinema da Universidade de California em Los Angeles, onde recebeu um diploma de Mestre em Belas Artes em animação em 2002. Para sua tese de graduação, ele criou um stop-motion/live-action curta-metragem de 10 minutos de ação, The Lark.

## Carreira
A primeira exibição pública de The Lark chamou a atenção de Jordan Bealmear, que era assistente da Creative Artists Agency.  A agência enviou centenas de cópias do curta de Kenan para interessar as partes interessadas na indústria cinematográfica e após alguns meses de entrevistas, Robert Zemeckis ofereceu a Kenan a cadeira de diretor de seu primeiro longa, Monster House (2006). Produzido por Zemeckis e Steven Spielberg,  foi indicado ao Oscar de Melhor Animação, mas perdeu para Happy Feet.
Kenan seguiu Monster House com City of Ember, um filme de aventura de ficção científica pós-apocalíptica baseado no romance de Jeanne Duprau de 2003 de mesmo nome. Produzido por Tom Hanks, foi lançado em outubro de 2008 com críticas mistas e resultados de bilheteria pobres. O próximo filme de Kenan, Poltergeist, um remake do filme de Tobe Hooper de 1982 com o mesmo nome, foi lançado em maio de 2015. Em julho do mesmo ano, Kenan assinou contrato para dirigir e co-escrever uma adaptação cinematográfica da popular série de videogames Five Nights at Freddy's de Scott Cawthon, mas posteriormente se retirou do projeto. Em janeiro de 2019, foi anunciado que Kenan escreveria um roteiro com Jason Reitman para Ghostbusters: Afterlife, lançado em novembro 2021. Após o sucesso do filme, ele e Reitman fecharam um acordo geral com a Sony Pictures Entretenimento para desenvolver mais projetos. Pouco tempo depois, o filme A boy called christmas foi lançado na plataforma de streaming Netflix.

## Temas, estilos e influências
Kenan citou David Lynch, Richard Elfman, Lotte Reiniger, Zbigniew Rybczyński e Alfred Hitchcock como influências; ele uma vez se encontrou com Elfman. Entre seus filmes e curtas favoritos, Kenan listou Eraserhead, Forbidden Zone e Tango, como todos os três influenciaram em seu curta, The Lark. Ele primeiro tomou conhecimento dos próprios estilos de um diretor, enquanto observou Time Bandits de Terry Gilliam e apreciou o ponto de vista de Gilliam, bem como o de Steven Spielberg em seus filmes de 1980, levando-o a respeitar a arte e a narrativa de um filme.

## Filmografia
| Ano  | Título                  | Diretor | Roteirista | Notas                                 |
| ---- | ----------------------- | ------- | ---------- | ------------------------------------- |
| 2002 | The Lark                | Sim     | Sim        | Curta-metragem                        |
| 2006 | Monster House           | Sim     | Não        | —                                     |
| 2008 | City of Ember           | Sim     | Não        | —                                     |
| 2015 | Poltergeist             | Sim     | Não        | —                                     |
| 2016 | Scream                  | Sim     | Não        | Episódio: "A Cidade dos Amaldiçoados" |
| 2021 | Ghostbusters: Afterlife | Não     | Sim        | Coescrito com Jason Reitman           |
| 2021 | A Boy Called Christmas  | Sim     | Sim        | Coescrito com Ol Parker               |